# Pabatu I
Pabatu I is een bestuurslaag in het regentschap Serdang Bedagai van de provincie Noord-Sumatra, Indonesië. Pabatu I telt 981 inwoners (volkstelling 2010).